# Convair F-106 Delta Dart
Le Convair F-106 Delta Dart est un intercepteur américain mis en service en 1959. Il se caractérise par une aile delta et une soute ventrale pouvant contenir jusqu'à quatre missiles air-air. Le F-106 a été construit à 340 exemplaires dont les derniers ont été retirés du service en 1988.

## Historique
Initialement désigné F-102B et conçu comme un Delta Dagger amélioré, le F-106, sixième et dernier modèle des Century Series Fighters, a fait son premier vol le 26 décembre 1956. Il reçut rapidement une désignation propre car, du F-102, il ne gardait que l'aile, la soute ventrale pour l'emport des missiles, et une ressemblance générale.
Par contre, son fuselage a été entièrement redessiné pour améliorer ses performances, son réacteur est 40 % plus puissant, et son électronique de bord permet l'intégration au système de défense SAGE. Capable d'emporter une roquette à tête nucléaire Genie, le Delta Dart est également doté d'un pilote automatique qui permet au contrôle au sol de guider l'avion à la place du pilote pendant toute la phase d'interception, de tir, et de retour à la base.
À cause du manque de fiabilité du réacteur et surtout de problèmes dans le système de tir MA-1, le projet prit beaucoup de retard et faillit être abandonné. Finalement, 340 F-106 furent commandés, soit un tiers du nombre prévu initialement. Le premier escadron fut opérationnel en octobre 1959. Divers défauts apparurent rapidement et, en particulier, le système de tir s'avéra si peu fiable que dès septembre 1960, les F-106 déjà livrés reçurent pas moins de 63 modifications du système de tir et 67 modifications de l'avion en lui-même.

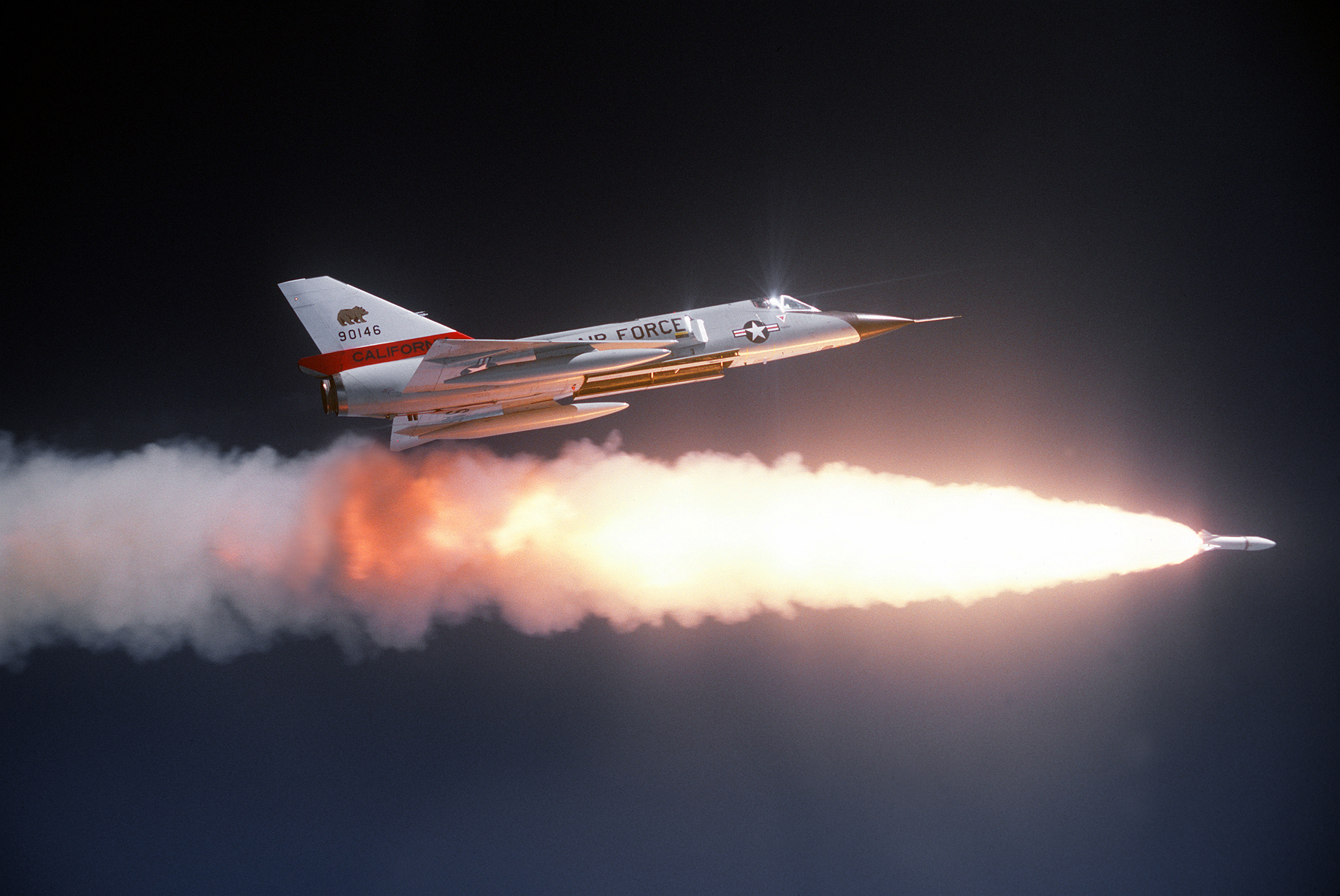
F-106A Delta Dart tirant une roquette air-air Genie à capacité nucléaire

Les F-106 firent l'objet de plusieurs mises à niveau tout au long de leur carrière : amélioration du système de tir, nouveau siège éjectable, installation d'un canon de 20 mm dans la soute à missile, ajout d'un système de ravitaillement en vol, etc.
Le Delta Dart est resté en première ligne jusqu'à la seconde moitié des années 1970, avant d'être progressivement remplacé par le F-15A. Transféré dans les unités de réserve de l'Air National Guard, il est resté en service jusqu'en 1988. Environ 32 % des avions ont été perdus lors d'accidents ou d'incendies au sol. Dans les années 1990, environ 200 F-106 ont été transformés en cibles télécommandées QF-106 pour l'entraînement au tir, le dernier vol opérationnel de ce drone ayant lieu en janvier 1998.

## Records

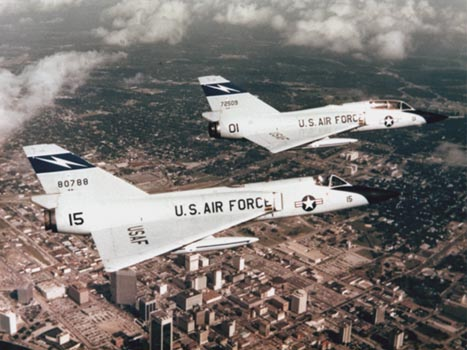
Un F-106A (premier plan) et un F-106B (second plan) de la garde nationale aérienne de Floride.

Le 15 décembre 1959, un F-106A établit un record mondial de vitesse en atteignant 2 444 km/h à 12 192 m d'altitude.

## Le « bombardier du champ de maïs »
Le 2 février 1970, un F-106 du 71e escadron d'intercepteurs, piloté par le Capitaine Gary Foust, amorce une vrille à plat au-dessus du Montana. Foust suit les procédures et s'éjecte. Il en résulte un changement d'équilibre aérodynamique qui fait que l'appareil se stabilise et finit par atterrir train rentré dans un champ couvert de neige dans le comté de Chouteau n'occasionnant que des dégâts mineurs. L'avion, surnommé rapidement The Cornfield Bomber, fut ensuite renvoyé à sa base par chemin de fer, réparé et remis en service. Il est maintenant exposé au Musée national de la Force aérienne des États-Unis.

## Versions
- F-106A : Version initiale.
- F-106B : Version biplace d'entraînement.
- NF-106B : Deux F-106B qui furent utilisés par la NASA entre 1966 et 1991.
- QF-106A : Drones téléguidés pouvant néanmoins toujours voler de manière conventionnelle.